# Molophilus brevihamatus
Molophilus brevihamatus är en tvåvingeart som beskrevs av Bangerter 1947. Molophilus brevihamatus ingår i släktet Molophilus och familjen småharkrankar. Inga underarter finns listade i Catalogue of Life.